# 하 (성씨)
하(河)씨는 한국의 성씨이고, 하(夏, 何, 賀)씨는 한국 및 중국의 성씨이다.

## 물 하 河
하(河)씨는 2023년 대한민국 통계청 인구 조사에서 230,481명으로 조사되어, 한국 성씨 인구 35위이다. 본관은 진양 하씨(晋陽 河氏), 강화(江華), 등이 있다. 

### 진양 하씨
진양 하씨(晋陽 河氏)는 하공진(河拱辰)을 시조로 하는 시랑공파(侍郞公波), 하진(河珍)을 시조로 하는 사직공파(司直公波)가 있다. 
1451년(문종 1) 진양 하씨(晋陽 河氏) 최초의 족보 《경태보(景泰譜)》 서문에 진주(晋州)의 토성으로 백제시대(百濟時代)에 타주(陀州)로 불릴 때부터 사대부(士大夫)의 문벌이었다고 한다. 
- 시랑공파(侍郞公波) - 시조 하공진(河拱辰)은 고려 성종 때 압강도구당사(鴨江渡勾當使)가 되었고, 목종 때 중랑장(中郎將), 현종 때 좌사시랑(左司侍郞)을 역임했으며, 사후에 상서공부시랑(尙書工部侍郎)으로 추증되었다.[1]
  - 11세손 하륜(河崙)이 조선 개국공신으로 태종(太宗)조에 영의정(領議政)에 올랐다.

- 사직공파(司直公波) - 시조 하진(河珍)은 고려 정종(靖宗)과 문종(文宗)대에 사직(司直)을 지냈다.
  - 9세손 하즙(河楫)이 1324년(충숙왕 11) 문과에 급제하여 찬성사(贊成事)로 치사하고 진주군(晉州君)에 봉해졌다.[2]
  - 10세손 하윤원(河允源)이 공민왕 때 전리총랑(典理摠郞)으로서 개경수복공신이 되었다.
  - 12세손 하연(河演)이 조선 세종(世宗)조에 영의정에 올랐다.

- 단계공파(丹溪公波)- 하성(河成)을 시조로 알려진 8세손 사육신 하위지(河緯地)의 계대가 1828년(순조 28년)에 발간된 사직공파 《진양하씨세보 무자보》가 발굴되어 사직공파의 계보로 밝혀졌다.[3][4].

진양 하씨는 조선시대 종묘배향공신 하륜(河崙)과 하연(河演) 2명, 상신 2명(하륜, 하연), 대제학 1명(하연), 청백리 1명(하연), 문과급제자 45명, 무과급제자 88명을 배출하였다. 2023년 기준 인구수는 230,481명이다.

### 강화 하씨
강화 하씨(江華 河氏) 시조 하일청(河一淸)은 참봉 하세련(河世璉)의 아들로, 1570년에 문과에 급제하여 군수(郡守)를 지냈다. 2000년 인구는 913명이다.

### 영도 하씨
영도 하씨(影島 河氏)의 시조는 미국에서 대한민국으로 귀화한 변호사이자 방송인 하일(河一, 로버트 할리)이다. 그는 1987년에 한국인 명현숙과 결혼하였고, 1997년 대한민국으로 귀화하였다. 본관 영도는 부산광역시 영도구이다. 시조 하일은 부산외국인학교, 광주외국인학교, 전북외국인학교를 설립하고 이사장을 역임하였다. 영도 하씨는 하일과 그의 아들 하재선, 하재욱, 하재익으로 총 4명이다.

## 여름 하 夏
하(夏)씨는 2015년 대한민국 통계청 인구조사에서 2,475명으로 조사되었다. 본관은 달성 단본이다.
달성 하씨(達城 夏氏)의 시조 하흠(夏欽)은 송나라 대도독(大都督)으로 고려 인종 때 고려에 귀화하여 달성에 정착하였다고 한다. 2015년 인구는 2,194명이다.
배우 하희라(夏希羅)는 중국 화교 출신으로 아버지와 함께 대한민국에 귀화하였다.

## 하례할 하 賀
하(賀)씨는 발해에 있었던 성씨이다. 
발해의 사신 하복연(賀福延)이 841년 대사(大使)로 부사(副使) 왕보장(王寶璋)과 일행 105명을 데리고 일본 장문(長門)에 도착하였다. 당시 그의 관직은 정당성(政堂省) 좌윤(左允)이었다. 이듬해 3월 일본 궁궐에 입성하였고, 4월에 일본 천황에게 발해 국왕의 장계(狀啓)와 신물(信物)을 전하고 입당승(入唐僧) 영선(靈仙)의 죽음을 알렸다. 당시 발해왕이 그를 사신으로 파견한 목적은 신라를 견제하면서 일본과 경제적 교류를 하기 위한 것이었다. 그는 일본 당국으로부터 향응과 사록(賜祿)을 받았으며, 같은 달 정삼위(正三位)의 관등을 제수(除授)받고 귀국하였다.
하(賀)씨는 2015년 대한민국 통계청 인구조사에서 40명으로 조사되었다.
하(賀)씨는 중국 성씨 인구 71위이다.

## 어찌 하 何
하(何)씨는 중국 성씨 인구 17위이다.
하(何)씨는 2015년 대한민국 통계청 인구조사에서 105명으로 조사되었다.

## 같이 보기
- 河姓
- 夏姓
- 何姓
- 賀姓